# Теофанис Гекас
Теофанис "Фанис" Гекас (рођен 23. маја 1980) бивши је грчки фудбалер који је играо на позицији нападача.
Он је био најбољи стрелац у Суперлиги Грчке и Бундеслиги Њемачке, у претходним сезонама. Већи део своје каријере је провео у те две земље и Турској, али је играо и у клубовима у Енглеској и Шпанији.
На међународном нивоу, Гекас је представљао Фудбалску репрезентацију Грчке два пута на Европском првенству и исто толико у Свјетским првенствима. Био је најбољи стрелац у квалификацијама за ФИФА Свјетско првенство 2010, са 10 голова. Са 24 гола за своју фудбалску репрезентацију, он је трећи најбољи рангирани стријелац.

## Каријера

### Омониа
Гекас је започео своју професионалну каријеру у љето 1998. године у свом родном граду Омониа 1964| Омониа

### Калитеа
У љето 2001. године, након три године проведене у Лариси, преселио се у ФК Калитеа. У својој првој сезони у клубу, Калитеа је унапређена успјела да уђе у Суперлигу Грчке. Гекас је постигао 14 голова у 26 лигашких утакмица и постао најбољи стрелац у сезони 2001-2002. Исто тако, Гекас је у 87 утакмица у фудбалској лиги Грчке, у мечевима са Ларисом и Калитеом, постигао 30 голова.

### Панатинаикос
Након постигао 46 голова у 80 утакмица за Калитеа одиграних у рундама и Купу Грчке, Гекас и клуб је пристао на трансфер у Панатинаикос током зимске паузе 2005. године. У свом новом клубу, Гекас се уписао у топ листу стријелаца у Супер лиги грчке у 2005. години са 18 голова. Он је позван да заигра за Грчку репрезентацију а његов први дебитантски наступ је завршен резултатом 2:0 у корист Грчке у ФИФА Лиги шампиона 2006. године против репрезентације Албаније у марту 2005. године. Као члан националног тима, Гекас је учествовао у Купу Конфедерације 2005. године са Панатинаикосом, када је Гекас постигао 23 голова у 41 наступа. У сезони 2005-2006, Гекас је дебитовао у УЕФА Лиги шампиона и био други на листи топ стријелаца Грчке.

### Бохум
Клуб изе Бундеслиге ФК Бохум су показали интересовање за Гекаса већ до пролећа 2006. године, али је Панатинаикос хтио 2 милиона € унапријед плаћених.
У љето 2006. године, Панатинаикос је потписао уговор којим би најбољи грчки стријелац Димитрис Салпингидис прешао у Паок Солун и, као дио тог договора је било и то да такође и Гекас пређе у исти клуб. Међутим, Гекас је одбио ту понуду и из Панатинаикоса одлази у Бохум, на позајмицу.
Током 2006-2007. сезоне, Бохум се борио за опстанак, али оно што је значајно је то да је у кратком року Гекас је постао један од звезда тима и популаран међу навијачима. Тренер Марсел Колер га је описао у новембру 2006. године као своје животно осигурање, пошто Бохум не само да је избјегао испадање већ обезбедио своје место у Бундеслиги. Гекас је наставио и завршио сезону као најбољи стријелац са 20 голова.

### Бајер Леверкузен
Крајем априла 2007. године, Бохум је пристао да Гекас пређе у ФК Бајер Леверкузен гдје одиграва наредну сезону. Уговор о трансферу је био следећи: Бајер 04 Леверкузен ће платити 700.000 € на крају сезоне Панатинаикосу, и ако Бохум испадну из такмичења, они ће добити 1,5 милиона € од Леверкузен.
Гекасова прва утакмица за ФК Бајер Леверкузен је била пријатељска који Бајер победио 15:1, када је Гекас постигао седам голова од 15 постигнутих. Међутим, упркос томе што је био најбољи стрелац за Бајер Леверкузен у сезони 2007-2008, Гекас није играо у првој постави, већ је сједио на клупи као замјена. Након повреде његовог саиграча Димитрија Булкина, Гекас је враћена у стартну поставу и постигао три гола у три утакмице, укључујући и два гола против Гамбурга у утакмици којом је ФК Бајер Леверкузен ушао у четвртфинале Купа УЕФА у марту 2008. године.

### Портсмут
Године 2009, 2. фебруара, Гекас је отишао као позајмица из Леверкузен у Портсмут да одигра остатак сезоне 2008-2009.
Гекас је доведен у од стране менаџера Тониа Адамса са циљем сталног ангажмана у клубу. Међутим, убрзо након пресељења, Адамс је отпуштен и замењен је Паулом Хартом. Гекас није добијао никаве шансе да заигра на терену и остао је при томе да напусти клуб, као и да пређе у Зенит Санкт Петербург који је наводно био заинтересован за њега.
Дана 11. априла 2009. године, по први пут излази на терен од доласка у клуб као замјена на један минут, мјењајући тада Жермиа, у утакмици која је заврђена нерјешеним резултатом 2:2 против Вест Бромвич Албиона на Фратон Парку, у својој јединој одиграној утакмици за ФК Портсмут.

## Бајер Леверкузен
Играјући за национални тим постао је најбољи стрелац у европској делу квалификација за Светско првенство 2010. године. Али у ФК Леверкусену је био је у тешкој конкуренцији са Стефаном Кислингом, Ереном Дердијоком и Патриком Хелмесом за место у стартној постави, али није успио да се избори. Напустио је клуб после пола године.

### Херта
Дана 17. децембра 2009. године, ФК Бајер Леверкузен потписали су уговор о трансферу Гекаса у фудбалски клуб Херта. У својој првој утакмици за Херту, Гекас је постигао у тој утакмици 3 гола у гостима против Хановер 96 која је одиграна 16. јануара 2010. године. Упркос обећавајућем почетку, Херта је наставила да се бори на дну табеле у Бундеслиги у сезони 2009.-2010. Најбољу одиграну утакмицу Гекас је одиграо за овај клуб 21. марта 2010. године, када је постигао хет трик која је завршила побједом ФК Херте резултатом 1:5 над њемачким шампионом Волфсбургом. Херта на крају сезоне није успјела да се избори за опстанак у лиги. Гекас је завршио ту сезону са 6 постигнутих голова у 17 утакмица које је одиграо за клуб.

### Ајнтрахт Франкфурт
Дана 19. маја 2010. године, Гекас потписао уговор на двије године са Ајнтрах Франкфуртом. Постигао је 16 голова у 34 наступа.
Гекас је напустио Ајнтрах, након што није успио да научи језик током проведених, скоро шест година у Њемачкој. На ту тему Ајнтрахт легенда Егон Лој је рекао: "Питам се како је могуће да је неко живи у Немачкој пет година, али није вољан да научи језик". На те критике Гекас је одговорио: "Ја сам плаћен да постижем голове, а да не учим језик."

### Касније каријера
Дана 7. јануара 2012. године, Гекас је потписао шестомесечни уговор са ФК Самсунспор. Постигао је први гол против ФК Ордуспора, а само двије седмице касније је постигао и хет трик против Фенербахчеа.
У августу 2012. године, Гекас одлази и потписује уговор са шпанским клубом ФК Леванте, на двије године. Напустио је клуб исте године 27. новембра.
Дана 25. јануара 2013. године, Гекас потписује уговор на пола године са турским клубом Акхисар Беледијеспор, гдје се боре за опстанак у тој лиги. Гекас је постигао гол на дебитантској утакмици за овај клуб 1. фебруара 2013. године против ФК Кајзериспор. Гекас је наставио да постиже голове, а укупан број износи 12 голова у 15 одиграних мечева током 2012.-2013. сезоне. ФК Акхисар Беледијеспор избјегао је испадање те сезоне.
Дана 5. септембра 2013. године, Гекас је потписао уговор на годину дана у Суперлигашком клубу Торку Коњаспор, гдје је носио број 22 на дресу.
У јулу 2014. године враћа се у клуб у којем је играо почетак сезоне 2013. године, Аксисар Беледијеспор, гдје је потписао уговор на двије године. У априлу 2015. године, иако није имао проблема са повредама и чињеница да је био најбоњи стријелац у клубу, није га спријечило да донесе одлуку о одласку из клуба. Та одлука је била и изненађење за менаџера Роберта Карлоса.
У јулу 2015. године одлуује да пређе и потпише уговор за ФК Ескишехирспор, на годину дана. Напушта клуб исте године у новембру, када је поништен уговор на основу заједничког договора.
Фебруара 2016. године, Гекас пристао да се придружи Сиону до љета 2017. године, а да каријеру настави у Швајцарској, након три године проведене у Турској. Шест дана касније, у Швајцарој супер лиги извојевали су побједу у утакмици против Цириха, када је одиграо дебитантски наступ са клубом, улазећи на терен као замјена. Дана 17. фебруара, он је дебитовао у УЕФА Лиги Европе, опет као замјена у игри против Браге. Дана 24. фебруара 2016. године, игра Гекаса против Спортинг Брага није била довољна за Сион да се квалификује за топ 16 у УЕФА Лиги Европе. Грчки нападач постигао је два невјероватна гола против португалске екипе, али његов тим није успео да се у наредну рунду послје изједначеног резултата 2:2. Гекас је такође 27. фебруара 2016. године, са клубом постигао побједу, на домаћем терену, резултатом 3:2, против ФК Луцерн. Дана 23. априла 2016. године, постигао је још један хет-трик у каријери, побједом над ФК Лугано, и постао је други најбољи стријелац у клубу, након одиграних 12 утакмица. У њиховом следећем сусрету, 25. маја 2016. године постигао је 1 гол, када је резултат био изједначен у гостима, против ФК Луцерна, и постигао 10 гол у Швајцарској Супер лиги. Дана 27. августа 2016. године, показао је добру игру на терену, која је завршена побједом, резултататом 3:1, против Вадуца. То је био његов први гол у Швајцарској Супер лиги у сезони 2016.-2017.
Дана 14. децембра 2016. године, ФК Сиваспор је званично најавио потписивање уговора са Гекасом до љета 2018. године. У Фебруару 2017. године, свој први гол у лиги је постигао при завршетку утакмице, који је значио побједу у гостима, резултатом 3:2 гостима против ФК Денизлиспора, у њиховим напорима да се промовише клуб.

## Репрезентација
Гекас је помогао тиму своје земље да учествују на УЕФА лиги Европе, као и учесвтовању на квалификацијама 2010. године на УЕФА Свјетском купу, када је проглашен за најбољег стрелаца са постигнутих 10 голова. На ФИФА Свијетском купу је помогао тиму да постигне прву побједу своје екипе на Светском купу. Гекас је такође пети у најбољи стрелац на листи грчке репрезентације. Дана 9. септембра 2010. године, Гекас званично објавио своју одлуку да се повуче из националног тима Грчке, због "посебних околности унутар тима", као што је поменуто.
Годину дана касније, Гекас је изјавио да је то била грешка за њега да се повуче из националног тима, чиме сам поново ставио на располагање и бива одабран од стране менаџера Фернанда Сантоса.
Он је био део грчке екипе у Лиги Европе, где је играо у свакој утакмици и постигао један гол против Чешка фудбалске репрезентације, резултатом 2:1, у групној фази и помогао да своју земљу доведе до четвртфинала на турниру.
На Свјетском првенству у фудбалу, Гекас је одиграо први меч у тиму против Колумбије, који се завршио поразом, резултатом 3:0. Гекас је такође заиграо, као замјена, у наредним играма против Јапана, изједначеним резултатом 0:0 и Обала Слоноваче, када су извјевали побједу, резултатом 2:1, уз помоћ које је Фудбалска репрезентација Грчке дошла до нокаут фазе. У наставку Свјетског првенства у фудбалу, у утакмици нокаут фазе против Костарика, Гекас је као замјена ушао у игру у 69. минуту и шутирао је у 91. минуту на гол Костарике, након чега се лопта одбила до Сократиса који потом постиже изједначујући погодак. Побједника утакмице су одлучили пенали, у којима су Грци управо промашајем Гекаса изгубили резултатом 5:3 од Костарике.

## Статистика каријере

### Клуб
| Клубски учинак                         | Клубски учинак        | Клубски учинак                 | Лига                           | Лига                           | Куп                  | Куп                  | Лига куп       | Лига куп       | Континентално | Континентално | Укупно | Укупно |
| Сезона                                 | Клуб                  | Лига                           | Apps                           | Голови                         | Apps                 | Голови               | Apps           | Голови         | Apps          | Голови        | Apps   | Голови |
| Грчка                                  | Грчка                 | Грчка                          | Лига                           | Лига                           | Куп Грчке            | Куп Грчке            | Грчка Лига куп | Грчка Лига куп | Европа        | Европа        | Укупно | Укупно |
| -------------------------------------- | --------------------- | ------------------------------ | ------------------------------ | ------------------------------ | -------------------- | -------------------- | -------------- | -------------- | ------------- | ------------- | ------ | ------ |
| 1998–99                                | AЕЛ                   | Бета Етники                    | 8                              | 1                              | 1                    | 0                    | —              | —              | —             | —             | 9      | 1      |
| 1999–2000                              | AЕЛ                   | Бета Етники                    | 24                             | 5                              | 2                    | 1                    | —              | —              | —             | —             | 26     | 6      |
| 2000–01                                | AЕЛ                   | Бета Етники                    | 29                             | 10                             | 1                    | 0                    | —              | —              | —             | —             | 30     | 10     |
| 2001–02                                | Калитеа               | Бета Етники                    | 26                             | 14                             | 1                    | 0                    | —              | —              | —             | —             | 27     | 15     |
| Алфа Етники 2002-2003                  | Калитеа               | Алфа Етники                    | 29                             | 8                              | 2                    | 1                    | —              | —              | —             | —             | 31     | 9      |
| Алфа Етники 2003–04                    | Калитеа               | Алфа Етники                    | 29                             | 13                             | 1                    | 0                    | —              | —              | —             | —             | 30     | 13     |
| Алфа Етники 2004–05                    | Калитеа               | Алфа Етники                    | 16                             | 9                              | 2                    | 1                    | —              | —              | —             | —             | 18     | 10     |
| Алфа Етники 2004–05                    | Панатинаикос          | Алфа Етники                    | 13                             | 8                              | 1                    | 0                    | —              | —              | 2             | 0             | 16     | 8      |
| Алфа Етники 2005–06                    | Панатинаикос          | Алфа Етники                    | 28                             | 15                             | 1                    | 0                    | —              | —              | 4             | 0             | 33     | 15     |
| Њемачка                                | Њемачка               | Њемачка                        | Лига                           | Лига                           | ДФБ Покал            | ДФБ Покал            | ДФБ Лигапокал  | ДФБ Лигапокал  | Европа        | Европа        | Укупно | Укупно |
| Бундеслига 2006–07                     | ФК Бохум              | Бундеслига                     | 32                             | 20                             | 3                    | 2                    | —              | —              | —             | —             | 35     | 22     |
| Бундеслига 2007–08                     | ФК Бајер Леверкузен   | Бундеслига                     | 29                             | 11                             | 1                    | 0                    | —              | —              | 10            | 2             | 40     | 13     |
| Бундеслига 2008–09                     | ФК Бајер Леверкузен   | Бундеслига                     | 15                             | 2                              | 3                    | 1                    | —              | —              | —             | —             | 18     | 3      |
| Енглеска                               | Енглеска              | Енглеска                       | Лига                           | Лига                           | ФА Куп               | ФА Куп               | Лига куп       | Лига куп       | Европа        | Европа        | Укупно | Укупно |
| Премијер лига 2008–09                  | Портсмут              | Премијер лига                  | 1                              | 0                              | 0                    | 0                    | 0              | 0              | 0             | 0             | 1      | 0      |
| Њемачка                                | Њемачка               | Њемачка                        | Лига                           | Лига                           | ДФБ Покал            | ДФБ Покал            | ДФБ Лигапокал  | ДФБ Лигапокал  | Европа        | Европа        | Укупно | Укупно |
| Бундеслига 2009–10                     | Бајер Леверкузен      | Бундеслига                     | 8                              | 0                              | 2                    | 1                    | —              | —              | —             | —             | 10     | 1      |
| Бундеслига 2009–10                     | Херта                 | Бундеслига                     | 17                             | 6                              | 1                    | 1                    | —              | —              | 2             | 0             | 20     | 7      |
| Бундеслига 2010–11                     | ФК Ајнтрахт Франкфурт | Бундеслига                     | 34                             | 16                             | 3                    | 2                    | —              | —              | —             | —             | 37     | 18     |
| Бундеслига 2011–12                     | ФК Ајнтрахт Франкфурт | Бундеслига                     | 14                             | 7                              | 1                    | 2                    | —              | —              | —             | —             | 15     | 9      |
| Турска                                 | Турска                | Турска                         | Лига                           | Лига                           | Куп Турске у фудбалу | Куп Турске у фудбалу | Лига куп       | Лига куп       | Европа        | Европа        | Укупно | Укупно |
| Суперлига Турске у фудбалу 2011–12     | Самсунспор            | Суперлига Турске у фудбалу     | 11                             | 8                              | 1                    | 0                    | —              | —              | —             | —             | 12     | 8      |
| Шпанија                                | Шпанија               | Шпанија                        | Лига                           | Лига                           | Копа дел Реј         | Копа дел Реј         | Копа дел куп   | Копа дел куп   | Европа        | Европа        | Укупно | Укупно |
| Прва лига Шпаније у фудбалу 2012–13    | Леванте               | Прва лига Шпаније у фудбалу    | 4                              | 0                              | 0                    | 0                    | —              | —              | 5             | 1             | 9      | 1      |
| Турска                                 | Турска                | Турска                         | Лига                           | Лига                           | Куп Турске у фудбалу | Куп Турске у фудбалу | Лига куп       | Лига куп       | Европа        | Европа        | Укупно | Укупно |
| Суперлига Турске у фудбалу 2012–13     | Акхисар Беледиеспор   | Суперлига Турске у фудбалу     | 15                             | 12                             | 0                    | 0                    | —              | —              | —             | —             | 15     | 12     |
| Суперлига Турске у фудбалу 2013–14     | Торку Кониаспор       | Суперлига Турске у фудбалу     | 24                             | 13                             | 1                    | 0                    | —              | —              | —             | —             | 25     | 13     |
| Суперлига Турске у фудбалу 2014–15     | Акхисар Беледиеспор   | Суперлига Турске у фудбалу     | 24                             | 12                             | 3                    | 1                    | —              | —              | —             | —             | 27     | 13     |
| Суперлига Турске у фудбалу 2015–16     | Ескишехиспор          | Суперлига Турске у фудбалу     | 10                             | 5                              | 0                    | 0                    | —              | —              | —             | —             | 10     | 5      |
| Швајцарска                             | Швајцарска            | Швајцарска                     | Суперлига Швајцарске у фудбалу | Суперлига Швајцарске у фудбалу | Швајцарски куп       | Швајцарски куп       | Лига куп       | Лига куп       | Европа        | Европа        | Укупно | Укупно |
| Суперлига Швајцарске у фудбалу 2015–16 | ФК Сион               | Суперлига Швајцарске у фудбалу | 18                             | 10                             | 1                    | 0                    | —              | —              | 2             | 2             | 21     | 12     |
| Суперлига Швајцарске у фудбалу 2016–17 | ФК Сион               | Суперлига Швајцарске у фудбалу | 12                             | 3                              | 0                    | 0                    | —              | —              | 0             | 0             | 12     | 3      |
| Турска                                 | Турска                | Турска                         | ТФФ Прва лига                  | ТФФ Прва лига                  | Куп Турске у фудбалу | Куп Турске у фудбалу | Лига куп       | Лига куп       | Европа        | Европа        | Укупно | Укупно |
| ТФФ Прва лига 2016–17                  | Sivasspor             | ТФФ Прва лига                  | 9                              | 2                              | 2                    | 1                    | —              | —              | —             | —             | 11     | 3      |
| Држава                                 | Грчка                 | Грчка                          | 202                            | 83                             | 12                   | 3                    | 0              | 0              | 6             | 0             | 220    | 86     |
| Држава                                 | Њемачка               | Њемачка                        | 149                            | 62                             | 14                   | 9                    | 0              | 0              | 12            | 2             | 175    | 73     |
| Држава                                 | Енглеска              | Енглеска                       | 1                              | 0                              | 0                    | 0                    | 0              | 0              | 0             | 0             | 1      | 0      |
| Држава                                 | Турска                | Турска                         | 93                             | 52                             | 7                    | 2                    | 0              | 0              | 0             | 0             | 100    | 54     |
| Држава                                 | Шпанија               | Шпанија                        | 4                              | 0                              | 0                    | 0                    | 0              | 0              | 5             | 1             | 9      | 1      |
| Држава                                 | Швајцарска            | Швајцарска                     | 30                             | 13                             | 1                    | 0                    | 0              | 0              | 2             | 2             | 33     | 15     |
| Укупно                                 | Укупно                | Укупно                         | 479                            | 210                            | 34                   | 14                   | 0              | 0              | 25            | 5             | 538    | 229    |

### Мешународна каријера
| Фудбалска репрезентација Грчке | Фудбалска репрезентација Грчке | Фудбалска репрезентација Грчке |
| Година                         | Apps                           | Голови                         |
| ------------------------------ | ------------------------------ | ------------------------------ |
| 2005                           | 6                              | 0                              |
| 2006                           | 5                              | 0                              |
| 2007                           | 11                             | 6                              |
| 2008                           | 13                             | 6                              |
| 2009                           | 10                             | 8                              |
| 2010                           | 7                              | 0                              |
| 2011                           | 3                              | 1                              |
| 2012                           | 11                             | 2                              |
| 2013                           | 3                              | 1                              |
| 2014                           | 9                              | 0                              |
| Total                          | 78                             | 24                             |

### Голови
| Голови | Датум              | Мјесто                      | Противник           | Sкор | Резултат    | Такмичење                                                      |
| ------ | ------------------ | --------------------------- | ------------------- | ---- | ----------- | -------------------------------------------------------------- |
| 1.     | 2. јун 2007        | Ираклион, Грчка             | Мађарска            | 2–0  | Побједа     | УЕФА лига Европе 2008- квалификације                           |
| 2.     | 22. август 2007    | Солун, Грчка                | Шпанија             | 2–3  | Пораз       | Пријатељски меч                                                |
| 3.     | 13. октобар 2007   | Атина, Грчка                | Босна и Херцеговина | 3–2  | Побједа     | УЕФА лига Европе 2008- квалификације                           |
| 4.     | 17. новембар 2007  | Атина, Грчка                | Малта               | 5–0  | Побједа     | УЕФА лига Европе 2008- квалификације                           |
| 5.     | 17. новембар 2007  | Атина, Грчка                | Малта               | 5–0  | Побједа     | УЕФА лига Европе 2008- квалификације                           |
| 6.     | 17. новембар 2007  | Атина, Грчка                | Малта               | 5–0  | Побједа     | УЕФА лига Европе 2008- квалификације                           |
| 7.     | 20. август 2008    | Братислава, Словачка        | Словачка            | 0–2  | Побједа     | Пријатељски меч                                                |
| 8.     | 20. август 2008    | Братислава, Словачка        | Словачка            | 0–2  | Побједа     | Пријатељски меч                                                |
| 9.     | 6. септембар 2008  | Луксембург, Луксембург      | Луксембург          | 0–3  | Побједа     | Светско клупско првенство у фудбалу квалификације 2010. године |
| 10.    | 10. септембар 2008 | Рига, Литванија             | Литванија           | 0–2  | Побједа     | Светско клупско првенство у фудбалу квалификације 2010. године |
| 11.    | 19. новембар 2008  | Пиреј, Грчка                | Италија             | 1–1  | Изједначено | [Пријатељски меч                                               |
| 12.    | 11. фебруар 2009   | Пиреј, Грчка                | Данска              | 1–1  | Изједначено | Пријатељски меч                                                |
| 13.    | 28. март 2009      | Рамат Ган, Израел           | Израел              | 1–1  | Изједначено | ФИФА Свјетски куп 2010 - квалификацје                          |
| 14.    | 9. септембар 2009  | Кишињев, Молдавија          | Молдавија           | 1–1  | Изједначено | ФИФА Свјетски куп 2010 - квалификацје                          |
| 15.    | 10. октобар 2009   | Атина, Грчка                | Летонија            | 5–2  | Побједа     | ФИФА Свјетски куп 2010 - квалификацје                          |
| 16.    | 10. октобар 2009   | Атина, Грчка                | Летонија            | 5–2  | Побједа     | ФИФА Свјетски куп 2010 - квалификацје                          |
| 17.    | 10. октобар 2009   | Атина, Грчка                | Летонија            | 5–2  | Побједа     | ФИФА Свјетски куп 2010 - квалификацје                          |
| 18.    | 10. октобар 2009   | Атина, Грчка                | Летонија            | 5–2  | Побједа     | ФИФА Свјетски куп 2010 - квалификацје                          |
| 19.    | 14. октобар 2009   | Атина, Грчка                | Луксембург          | 2–1  | Побједа     | ФИФА Свјетски куп 2010 - квалификацје                          |
| 20.    | 7. октобар 2011    | Пиреј, Грчка                | Хрватска            | 2–0  | Побједа     | УЕФА лига Европе 2012- квалификације                           |
| 21.    | 12. јун 2012       | Вроцлав, Пољска             | Чешка               | 1–2  | Пораз       | УЕФА лига Европе 2008- квалификације                           |
| 22.    | 7. септембар 2012  | Рига, Литванија             | Летонија            | 1–2  | Побједа     | ФИФА Свјетски куп 2014 - квалификацје                          |
| 23.    | 22. март 2013      | Зеница, Босна и Херцеговина | Босна и Херцеговина | 3–1  | Пораз       | ФИФА Свјетски куп 2014 - квалификацје                          |